# 貓科海綿狀腦病
貓科海綿狀腦病（英語：Feline spongiform encephalopathy，縮寫為FSE），又稱狂貓病，一種貓科動物的腦病變，傳染性海綿狀腦病的一種，類似於牛海绵状脑病，因為普里昂蛋白而引起。已知這種疾病會侵襲由人類飼養或捕獲的貓科動物。研究指出，這個疾病的傳染途徑，可能是經由動物飼料中添加的肉骨粉。

## 歷史
這個疾病，最早在1990年出現在英國的家貓身上。隨後，在其他國家也出現相關病例。